# Manuel José Irarrázaval Larraín
Manuel José Irarrázaval Larraín (Santiago, 22 de junio de 1912-ibídem, 16 de noviembre de 1995) fue un ingeniero y político chileno. 
Hijo de Sergio Irarrázaval Correa y Virginia Larraín García-Moreno. Estudió en el Liceo Alemán. Luego viajó y estudió en Seafolk, Inglaterra, y en 1923 en San Luis Gonzaga de París, Francia. Regresó a Chile, y estudió en el Colegio San Ignacio de Santiago (1925-1929). Ingresó a la Facultad de Ingeniería de la Universidad Católica de Chile.
El 12 de septiembre de 1941 contrajo matrimonio con Ana Llona Cruchaga, unión de la que nacieron nueve hijos.

## Vida pública
Se desempeñó como agricultor; administró la Hacienda “Illapel” de la comunidad del mismo nombre. Militó en el Partido Conservador, formando parte del ala juvenil, conocida posteriormente como Falange Nacional. 
Fue alcalde de la municipalidad de Illapel (1933-1937) y diputado por la cuarta agrupación departamental de La Serena, Elqui, Coquimbo, Ovalle, Combarbalá e Illapel (1937-1941). Luego se retiró por un tiempo de la labor política.
Retornó como diputado por la misma agrupación departamental para el período 1957-1961, integrando en esta ocasión la Comisión de Asistencia Médico Social e Higiene.
Fue presidente de la Fundación de Viviendas y Asistencia Social (1961-1964); director de División en la Promoción Popular (1961-1970). 
Retirado de la vida pública tras el Golpe de Estado del 11 de septiembre de 1973. Falleció en noviembre de 1995.